# Heinz Althöfer
Heinz Althöfer (Nieredaren, 29 de octubre de 1925-Düsseldorf, 18 de mayo de 2018) fue un restaurador e historiador del arte alemán. En 1976, con el apoyo de la empresa Henkel, estableció en Düsseldorf el Centro de Restauración del Estado de Düsseldorf, que dirigió hasta el año de 1992. Althöfer fue autor y editor de publicaciones, además de escribir sobre corrientes artísticas como el Informalismo. Fue pionero en 1960 con un artículo sobre la conservación del arte contemporáneo, en el que planteaba la necesidad de avanzar en la teoría de la restauración para actualizar los criterios de la praxis de la restauración de arte contemporáneo. Realizó una reflexión filosófica para utilizar la ciencia y la técnica correctamente e hizo hincapié en la transformación del arte contemporáneo por la profunda experimentación que lo caracteriza en su creación y desarrollo. Por lo tanto, también en su restauración. Esto creó una clara ruptura con el pensamiento de Cesare Brandi, principal especialista en la teoría de la restauración de obras de arte.

## Vida pública
Althöfer creció en Dortmund, ciudad donde realizó sus estudios primarios. Posteriormente, entre 1940 y 1941, se trasladó a Baden-Baden y aprobó su Abitur. Allí, ya formado como soldado, Althöfer fue desplegado en el batallón de Ingenieros de Baviera-Wurtemberg, en el cuartel de Rastatt, más tarde, en Karlsruhe-Knielingen, y luego en la ofensiva en el frente occidental. En el 20 de marzo de 1945 fue capturado como prisionero por soldados estadounidenses y canadienses y llevado a un campo en Rennes. Después fue trasladado a un campamento provisional en Normandía y finalmente puesto en libertad a finales de 1945. Al finalizar la guerra, empezó a trabajar en Dortmund como aficionado de la minería, en la mina de carbón de Gneisenau, dado que su padre era funcionario de minas. También fue comerciante de forros de seda para trajes de caballero e intérprete de la Biblia para la YMCA, de la cual John Raleigh Mott era entonces presidente. Escribió artículos para la revista Westfälische y el Ruhr Nachrichten, realizó conferencias y más tarde fue editor de exposiciones de ópera y arte, entre otras funciones. 

## Estudios
Althöfer estudió Psicología en Bonn, junto a cuatro semestres de Economía con especialización en Historia del Arte con Heinrich Lützeler y Filosofía con Erich Rothacker. Posteriormente, visitó Basilea para estudiar con Karl Jaspers y cursó dos semestres más en Viena antes de trasladarse a Múnich, donde continuó estudiando Filosofía y Psicología, obteniendo su doctorado con Hans Sedlmayr sobre el tema El jardín Biedermeier. A continuación, Althöfer fue al Instituto Doerner como aprendiz de restauración, donde fue introducido a las prácticas de restauración por Christian Wolters, restaurador de pintura e historiador del arte. Tres años más tarde, recibió una beca de la Fundación Alemana de Investigación, que lo llevó con Cesare Brandi del Instituto Centrale per il Restauro en Roma. Más tarde, Althöfer fue a Bruselas al Institut Royal du Patrimoine Artistiquey de allí a París al Museo del Louvre. Su beca también le facilitó visitar el Kunsthistorisches Museum de Viena y el Museo di Capodimonte de Nápoles. Durante ese tiempo aprendió sobre los diferentes métodos de retoque y cómo distinguirlos. Althöfer posteriormente estudió en Düsseldorf Conocimiento y la ciencia, de Max J. Friedländer, publicada en 1987-1988.

## Althöfer y el centro de Restauración de Düsseldorf
Entre 1961 y 1976, Althöfer fue restaurador en el Kunstmuseum de Düsseldorf, antes de fundar y desarrollar el Centro de Restauración de Düsseldorf/Schenkung Henkel en 1976 con el apoyo de Gabrielle Henkel, entonces esposa del industrial Konrad Henkel. El centro pudo utilizar los laboratorios propios de Henkel. Inicialmente, se pretendía involucrar a la Universidad de Düsseldorf, idea que nunca se ejecutó.
En 1977,  Althöfer dirigió y coordinó desde el Centro de Restauración de Düsseldorf un simposio con el objetivo de encontrar respuestas a preguntas con relación al arte moderno, la práctica restauradora y la exigencia imperante de desarrollar nuevos conceptos teóricos.

## Investigación y docencia
Althöfer fue docente en varias universidades y centros de investigación como el ICCROM, dio conferencias y seminarios en la Kunstakademie Düsseldorf. Su principal ocupación era realizar investigaciones sobre la tecnología del arte contemporáneo, por lo que clasificó el arte contemporáneo en tres áreas con respecto a las tareas de restauración: Primero, «Objetos que son vistos y tratados en el sentido más amplio como las obras de arte tradicional pueden»; en segundo lugar, «Objetos que plantean nuevos problemas técnicos y para los cuales se deben probar y utilizar nuevos materiales y técnicas»; y, en tercer lugar, «Objetos para los cuales la cuestión de la restauración debe ser primero examinada ideológicamente».
Junto con la empresa Henkel, Althöfer llevó a cabo intensas investigaciones científicas en el centro de restauración con sus estudiantes y voluntarios, especialmente utilizando imágenes de rayos X. En la publicación de 1997 "La radiología per il restauro delle opere d'arte modern e contemporanee" , Althöfer describió parte de este tema de estudio.
Ya en los años sesenta escribió los primeros artículos con relación a la problemática ética y teórica, que presentaba el arte contemporáneo. Fue entonces cuando se comenzó a reflexionar sobre conceptos como la intención del artista o el envejecimiento del arte efímero como proceso artístico. El inicio del debate debemos verlo como un cúmulo de circunstancias. En primer lugar Althöfer tuvo una relación muy estrecha y directa con artistas contemporáneos de mitad del siglo XX, que le hicieron reflexionar sobre cuestiones como la intención del arte, la materia o lo efímero. Durante este periodo la amistad con el artista Joseph Beuys marcó su pensamiento a lo que la conservación y restauración respecta.
Heinz Althöfer es considerado hoy en día el padre de la teoría de la restauración del arte moderno y arte contemporáneo, pero sobre todo es el precursor de una línea de pensamiento germana que plantea la recuperación del kunstwollen, ya tratado por Alois Riegl en el siglo anterior.

## Publicaciones
En 1960, Althöfer publicó el artículo Algunos problemas de la restauración del arte moderno, donde planteaba no sólo la problemática material y técnica, sino también la ineficacia de la restauración tradicional, los artistas de su época, hacían obras de arte donde el concepto de deterioro y envejecimiento estaba implícito en la propia creación, lo que dificulto su comprensión y respeto desde una perspectiva teórica tradicional.
En 1968, Althöfer escribió Restaurado y nuevamente descubierto a través del trabajo de Restauración, donde planteó la insuficiencia de la rutina de la restauración tradicional aplicada a las nuevas manifestaciones artísticas, desligándose del pragmatismo científico imperante. De este modo, estableció los principios de la restauración como un problema teórico que sólo era posible afrontar desde el método del análisis científico, la comprensión de la historia y el valor documental de la obra de arte, tomando en cuenta que en la restauración del arte del siglo XX, los medios científicos y las herramientas técnicas tenían limitaciones.
En 1972, Althöfer presentó a nivel internacional Los problemas estéticos y de retoque en la restauración de obras de arte moderno, donde mostró su preocupación por los problemas estéticos de las lagunas y la posibilidad de sustitución del material original. Contradice las teorías imperantes, afirmando que en el arte contemporáneo (...) el fetichismo del material se suprime.
En 1980, Althöfer escribió Arte Moderno, manual de conservación que fue el primer manual que se conoce de restauración de arte moderno.
En 1981, Althöfer presentó en el 6º Congreso del ICOM, una conferencia titulada Principios históricos y éticos de restauración con un claro enfoque teórico, en la cual se refleja ya su posicionamiento respecto a la restauración del arte contemporáneo como un reflejo de la ideología y del contexto cultural.
En 1984, abordó de nuevo la necesidad de nuevas teorías de la restauración para el arte contemporáneo.